# Црна Гора и Црногорци (1837)
Црна Гора и Црногорци: Прилог познавању европске Турске и српског народа је назив књиге Вука Стефановића Караџића о Црној Гори и црногорским Србима. Књига је првобитно објављена 1837. године на немачком језику, под насловом Montenegro und die Montenegriner: Ein Beitrag zur Kenntniss der europäischen Türkei und des serbischen Volkes, а српски превод је објављен касније, под насловом Црна Гора и Црногорци: Прилог познавању европске Турске и српског народа.

## Настанак дела и потоња издања
Вук Стефановић Караџић је ово дело написао на основу података које је прикупио непосредно, за време боравика у тим крајевима током 1834. и 1835. године. Садржај књиге је посвећен опису тадашњег стања у Црној Гори, са посебним нагласком на опису историјског развоја, друштвених прилика и народних обичаја.
Два додатна текста, која је планирао да уврсти у исту књигу, под насловима Срби сви и свуда и Бока которска, објавио је касније у књизи Ковчежићу за језик, историју и обичаје Срба сва три закона, која је штампана 1849. године у Бечу, уз напомену да су ови тектови били спремљени као увод који је требало уврстити испред описа Црне Горе.
Љубомир Стојановић је превео с немачког Вуков опис Црне Горе и Црногораца, а превод је објављен 1922. године, у издању Српске књижевне задруге. Вукове рукописне одломке описа Црне Горе и Црногораца на српском језику пронашли су и објавили Васо Чубриловић (Вук Стеф. Караџић, Црна Гора и Бока которска, Београд 1953) и Богдан Шарановић (Прилози за књижевност, језик и фолклор, 1954).